# Ahmet Akgündüz
Ahmet Akgündüz  (Diyarbakır, 12 februari 1955) is onderzoeker op het gebied van islamitisch recht en sinds 2000 rector van de Islamic University of Applied Sciences Rotterdam te Rotterdam.

## Leven en werk
Akgündüz studeerde aan de universiteit in Erzurum (islam-studies) en rechten aan de Universiteit van Istanbul en de universiteit van Dicle. In 1986 promoveerde hij op het proefschrift Mukayeseli IJslâm ve Osmanlij hukuku külliyatij, over de islam en de Ottomaanse wetten. Tussen 1986 en 1991 werkte Akgündüz bij verschillende universiteiten en archiefinstellingen. In 1992 werd hij aangesteld als hoogleraar rechtsgeschiedenis aan de dat jaar opgerichte universiteit van Dumlupınar in de Turkse provincie Kütahya. 

## Islamitisch recht
In zijn boek Inleiding tot het Islamitisch recht onderscheidt Akgündüz vier periodes, beginnend met die van de profeet Mohammed zelf. Akgündüz legt met name nadruk op een periode die volgens hem in de literatuur veronachtzaamd is: die waarin het islamitisch recht langzaam vorm krijgt in Turkije na het jaar 960. Ook bespreekt hij de zeer verschillende vormen van islamitisch recht: "Engels-mohammedaans", islamitisch recht in Zuidoost Azië en in landen als Pakistan, Egypte en Marokko. Verder gaat hij in op de implementatie van islamitisch recht in andere landen en de praktische aspecten daarvan.

## Beschuldiging van plagiaat
Volgens verschillende Turkse wetenschappers zou Akgündüz een deel van zijn werk hebben geplagieerd. Het zou onder meer gaan om zijn proefschrift en een aantal andere boeken.

## Uitgesproken standpunten
Akgündüz is enkele malen in opspraak gekomen vanwege zeer uitgesproken standpunten. In 2013 stelde hij dat de Hagia Sophia, het belangrijkste kerkgebouw van het oosters christendom, omgevormd zou moeten worden tot een moskee. Hij is tegenstander van culturele interactie van soennitische moslims met alevieten en andere moslims en vindt dat alevieten in Turkije geen gelijke rechten verdienen. Binnen de Turks-Nederlandse gemeenschap en de Nederlandse politiek ontstond ophef over een pamflet van Akgündüz  waarin hij demonstranten in Turkije wegzette als 'goddelozen', 'moskeevijandige architecten', 'aanhangers van Assad die moslims doden' en 'mensen met een westerse levensstijl'. Akgündüz beledigde in een toespraak die hij in 2013 hield op uitnodiging van de Turkse premier Erdogan zijn alevitische landgenoten. Deze uitlatingen leidden tot vragen in het Turkse parlement. Minister Asscher dreigde de accreditatie van de instelling in te trekken als Akgündüz zijn uitlatingen niet zou terugnemen. In de aanloop naar de Europese Parlementsverkiezingen in mei 2014, riep Akgündüz op om niet op Nederlands-Turkse 'landverraders' te stemmen. Zijn oproep om CDA te stemmen werd door Turks-Nederlandse politici binnen die partij niet gewaardeerd. Akgündüz' opmerkingen zouden polariserend werken en Turkse politieke problemen in Nederland importeren. 
Voorvallen bij de Islamitische Universiteit Rotterdam waren voor de Nederlandse regering aanleiding om met wetgeving te komen waarmee ook het niet-bekostigde hoger onderwijs de opdracht krijgt maatschappelijk verantwoordelijkheidsbesef aan studenten bij te brengen.
Nadat Akgündüz voor de Turkse parlementsverkiezingen van 2015 wederom discriminerende uitingen had gedaan, ditmaal over homoseksuelen en Armeniërs, dreigde PvdA-minister Jet Bussemaker met het verbieden van de universiteit als Akgündüz niet vervangen zou worden. Ook werd onderzocht of de accreditatie kon worden ingetrokken. Het bestuur van de onderwijsinstelling weigerde hem weg te sturen, maar zou hem wel hebben gevraagd geen provocerende teksten op sociale media meer te posten.
Eind november van dat jaar plaatste hij een tweet waarin hij stelde dat de Koerdische mensenrechtenadvocaat Tahir Elçi, die op straat was doodgeschoten in de nabijheid van politie, zelf blaam trof voor zijn dood. Na deze uitlating deden meerdere mensen aangifte tegen Akgündüz, waaronder het Rotterdamse gebiedscommissielid Latif Tali (PvdA) en verschillende Turkse organisaties.

## Publicaties (selectie, Engels & Nederlands)
- (en)  Ahmet Akgündüz: Ottoman Ḫarem. The male and female slavery in Islamic Law. Vertaling uit het Turks door Şükran Vahide. Rotterdam, IUR PRESS, 2015. ISBN 978-94-91898-06-8
- (nl)  De Rotterdamse islamdebatten. Bewerkt door Ahmed Akgündüz & vertaald door Kees Musa Hoek & Suat Erdemsoy. Rotterdam, IUR Press, 2013. ISBN 978-90-817264-9-8
- (en)  Ahmet Akgündüz: Islamic public law. Documents on practice from the Ottoman archives. (1) Rotterdam, Islamitische Universiteit Rotterdam, 2011.  ISBN 978-90-817264-3-6
- (nl)  Ahmet Akgündüz: Inleiding tot het Islamitisch recht.  Vert. uit het Engels: Kees Musa Hoek (e.a.). Rotterdam, IUR Press, 2011. ISBN 978-90-817264-1-2
- (en)  Ahmet Akgündüz: Islamic public law. Documents on practice from the Ottoman archives (3) Rotterdam, IUR Press, 2010. ISBN 978-90-807192-6-2
- (en)  Ahmet Akgündüz: Studies in Islamic economics. (Islamic banking and development). Rotterdam, Islamitische Universiteit Rotterdam, 2009. ISBN 978-90-807192-5-5